# 草莽
草莽（そうもう）は、民間にあって地位を求めず、国家的危機の際に国家への忠誠心に基づく行動に出る人（草莽之臣）を指す。
特に幕末期の日本においては特殊な意味を有する。

## 日本における概要
幕藩体制が動揺をきたした18世紀後半以後、在野もしくはそれに準じた豪農・知識人層（江戸幕府に対して直接意見を進言できるルートのない人々）の中に、自らを「草莽」になぞらえ政治的主張をする者が出現した。それが19世紀に入ると尊王論や攘夷論と結びつき活発化する。
黒船来航など西洋からの圧力が大きくなった1850年代に入ると、吉田松陰らによって「草莽崛起」論が唱えられた。吉田らは武士以外の人々、すなわち豪農・豪商・郷士などの階層、そして武士としての社会的身分を捨てた脱藩浪士を「草莽」と称し、彼らが身分を越えて、国家を論じて変革に寄与して行くべきであると主張した。これを受けて、1860年代にはこうした草莽が尊王攘夷運動や討幕運動に参加していくことになる（奇兵隊・天誅組・生野組・真忠組・花山院隊・赤報隊など）。